# (37182) 2000 WW49
2000 WW49 (asteroide 37182) é um asteroide da cintura principal. Possui uma excentricidade de 0.22648060 e uma inclinação de 18.35312º.
Este asteroide foi descoberto no dia 25 de novembro de 2000 por LINEAR em Socorro.